# Gabriel Taliari
Gabriel Pereira Taliari, noto i primi anni di carriera con lo pseudonimo Bill (Arceburgo, 13 aprile 1997), è un calciatore brasiliano, attaccante della Juventude.

## Caratteristiche tecniche
È una prima punta.

## Carriera
Taliari ha iniziato a giocare a calcio nel settore giovanile del Radium, dove era noto con lo pseudonimo Bill. Nel 2015 è passato all'EC São Bernardo dove ha giocato nel Campeonato Paulista Segunda Divisão e l'anno successivo ha firmato con il Capivariano, dove ha debuttato nel Campionato Paulista il 10 aprile contro il Botafogo-SP. Con la retrocessione in seconda divisione ha giocato con maggior continuità, e nella seconda metà del 2017 è stato prestato all'Água Santa per disputare la Copa Paulista. Rientrato al Capivariano, nel 2018 si è laureato capocannoniere dal Campeonato Paulista Série A3 con 16 reti in 21 partite.
Il 30 aprile 2018 è stato prestato all'Athl. Paranaense ed il 21 maggio seguente ha debuttato in Série A nell'incontro perso 2-0 contro la Fluminense. Ha segnato il primo gol con il club rossonero il 6 aprile 2019 nel Campionato Paraense contro il Rio Branco-PR.
Nel giugno del 2019 è stato ceduto in prestito al Mirassol per giocare la Copa Paulista, in cui ha segnato 10 gol raggiungendo la semifinale. Fra il 2020 ed il 2022 ha giocato in prestito con Ituano e Brusque e nel 2023, con la stessa formula, ha giocato con Santo André, CSA e Juventude, centrando la promozione in Série A con quest'ultima squadra.
Il 15 dicembre 2023 ha lasciato definitivamente il Capivariano dopo 8 anni, di cui di cui solo tre trascorsi in rosa, ed ha firmato un contratto bienale con la Juventude. Il 15 giugno 2024 è tornato a giocare un incontro del Brasileirão a distanza di sei anni dal precedente, contro il RB Bragantino.

## Statistiche

### Presenze e reti nei club
Statistiche aggiornate al 27 luglio 2024.
| Stagione        | Squadra          | Campionato      | Campionato | Campionato | Coppe nazionali | Coppe nazionali | Coppe nazionali | Coppe continentali | Coppe continentali | Coppe continentali | Altre coppe | Altre coppe | Altre coppe | Totale | Totale | Totale |
| Stagione        | Squadra          | Comp            | Pres       | Reti       | Comp            | Pres            | Reti            | Comp               | Pres               | Reti               | Comp        | Pres        | Reti        | Pres   | Reti   |        |
| --------------- | ---------------- | --------------- | ---------- | ---------- | --------------- | --------------- | --------------- | ------------------ | ------------------ | ------------------ | ----------- | ----------- | ----------- | ------ | ------ | ------ |
| 2015            | EC São Bernardo  | SD/SP           | 25         | 5          |                 | -               | -               |                    | -                  | -                  |             | -           | -           | 25     | 5      |        |
| 2016            | Capivariano      | A1/SP           | 1          | 0          |                 | -               | -               |                    | -                  | -                  |             | -           | -           | 1      | 0      |        |
| 2017            | Capivariano      | A2/SP           | 12         | 5          |                 | -               | -               |                    | -                  | -                  |             | -           | -           | 12     | 5      |        |
| 2017            | Água Santa       |                 | -          | -          |                 | -               | -               |                    | -                  | -                  | CP          | 11          | 2           | 11     | 2      |        |
| 2018            | Capivariano      | A3/SP           | 21         | 16         |                 | -               | -               |                    | -                  | -                  |             | -           | -           | 21     | 16     |        |
| 2018            | Athl. Paranaense | A               | 0+3        | 0          | CB              | 0               | 0               |                    | -                  | -                  |             | -           | -           | 3      | 0      |        |
| 2019            | Athl. Paranaense | A1/PR           | 5          | 1          | CB              | 0               | 0               |                    | -                  | -                  |             | -           | -           | 5      | 1      |        |
| 2019            | Mirassol         |                 | -          | -          |                 | -               | -               |                    | -                  | -                  | CP          | 23          | 10          | 23     | 10     |        |
| 2020            | Ituano           | A1/SP+C         | 13+23      | 3+4        | CB              | 0               | 0               |                    | -                  | -                  |             | -           | -           | 36     | 7      |        |
| 2021            | Ituano           | A1/SP           | 9          | 3          | CB              | 0               | 0               |                    | -                  | -                  |             | -           | -           | 9      | 3      |        |
| 2021            | Brusque          | B               | 9          | 1          | CB              | 0               | 0               |                    | -                  | -                  |             | -           | -           | 9      | 1      |        |
| 2022            | Brusque          | PD/SC+B         | 0+16       | 0+1        | CB              | 0               | 0               |                    | -                  | -                  |             | -           | -           | 16     | 1      |        |
| 2023            | Santo André      | A1/SP           | 12         | 3          | CB              | 0               | 0               |                    | -                  | -                  |             | -           | -           | 12     | 3      |        |
| 2023            | CSA              | C               | 14         | 5          | CB              | 3               | 2               |                    | -                  | -                  | CA          | 2           | 0           | 19     | 7      |        |
| 2023            | Juventude        | B               | 11         | 6          | CB              | 0               | 0               |                    | -                  | -                  |             | -           | -           | 11     | 6      |        |
| 2024            | Juventude        | PD/RS+A         | 0+10       | 0          | CB              | 2               | 0               |                    | -                  | -                  |             | -           | -           | 12     | 0      |        |
| Totale carriera | Totale carriera  | Totale carriera | 184        | 53         |                 | 5               | 2               |                    | -                  | -                  |             | 36          | 12          | 225    | 67     |        |

## Palmarès

### Club

#### Competizioni statali
- Campionato Paranaense: 1

Athletico Paranaense: 2019
- Campionato Catarinense: 1

Brusque: 2022

### Individuale
- Capocannoniere del Campeonato Paulista Série A3

Capivariano: 2018